# Świąteczne harmonie
Świąteczne harmonie – drugi album muzyczny polskiej piosenkarki i influencerki Julii Żugaj. Wydawnictwo ukazało się 1 grudnia 2023 roku nakładem wytwórni muzycznej Melody Media w dystrybucji e-Muzyka. Płyta zadebiutowała na 3. miejscu polskiej listy sprzedaży – OLiS oraz 30 grudnia 2024 otrzymała wyróżnienie w postaci złotej płyty w Polsce.
Pod względem muzycznym płyta łączy w sobie przede wszystkim pop.
13 grudnia 2024 wydano wersję deluxe albumu.

## Lista utworów
Opracowano na podstawie materiału źródłowego.
- Wersja podstawowa (2023)

1. „Południowy biegun” – 2:54
2. „Zimowy bal” – 2:10
3. „Tyle lat” – 2:11
4. „Uwierzyć w cuda” – 2:56
5. „Siła w nas” – 2:45
6. „Gdy nadchodzą święta” – 2:15
7. „Wigilia” – 2:09
8. „Południowy biegun – wersja akustyczna” – 2:54

- Wersja deluxe (2024)

1. „Południowy biegun” – 2:54
2. „Zimowy bal” – 2:10
3. „Tyle lat” – 2:11
4. „Uwierzyć w cuda” – 2:56
5. „Siła w nas” – 2:45
6. „Gdy nadchodzą święta” – 2:15
7. „Wigilia” – 2:09
8. „Południowy biegun – wersja akustyczna” – 2:54
9. „Zimowa noc” – 2:54
10. „Te chwile” – 2:49
11. „Cieplej” – 2:28

## Notowania

### Pozycje na tygodniowej liście sprzedaży
| Kraj   | Lista                   | Najwyższa pozycja |
| ------ | ----------------------- | ----------------- |
| Polska | OLiS – albumy           | 3                 |
| Polska | OLiS – albumy fizycznie | 3                 |

## Certyfikat i sprzedaż
| Kraj   | Certyfikat  | Sprzedaż | Data              |
| ------ | ----------- | -------- | ----------------- |
| Polska | złota płyta | 15 000+  | 30 listopada 2024 |